# Krešimir Dolenčić
Krešimir Dolenčić (Zagreb, 1962.) je hrvatski operni i dramski redatelj, scenarist, producent i organizator,  profesor na Akademiji dramske umjetnosti.
Pohađao je Klasičnu gimnaziju koju je završio 1981. godine. Nakon završene gimnazije i klavirskog odsjeka srednje glazbene škole "Pavao Markovac" upisuje kazališnu režiju na Akademiji za kazalište, film i televiziju Sveučilišta u Zagrebu. Tijekom studija osniva kazališnu grupu LIFT, za koju piše tekstove i režira. U svojoj redateljskoj karijeri postavio je gotovo 130 dramskih i opernih predstava u Hrvatskoj, Sloveniji, SAD-u, Velikoj Britaniji, Njemačkoj i Kini.
1994. dobio je nagradu Europske udruge festivala za mlade umjetnike Denis de Rougement. Iste je godine režirao na festivalu u Dartingtonu.  2000. godine na međunarodnom festivalu u Šangaju režirao je Verdijevu Aidu, operu s 2300 sudionika, a 2003. godine to isto ponavlja u Pekingu, kao najveću opernu predstavu svih vremena (2800 sudionika na pozornici).
Predavao je glumu na Rice University u Houstonu i Trinity College of Music Londonu. Redoviti je profesor na Akademiji dramske umjetnosti u Zagrebu.

## Filmografija

### Televizijske uloge
- "Nepokoreni grad" (1982.)
- "Tijardović" kao Krešimir Dolenčić (2013.)
- "Crno-bijeli svijet" kao šef milicije (2019.)

### Filmske uloge
- "Dvanaestorica žigosanih: Fatalna misija" kao vojnik (1988.)
- "Puška za uspavljivanje" kao doktor (1997.)

### Ostalo
- "Nikola Šubić Zrinjski" (TV film mjuzikl) - redatelj (2019.)